# Hammersitz Ranna

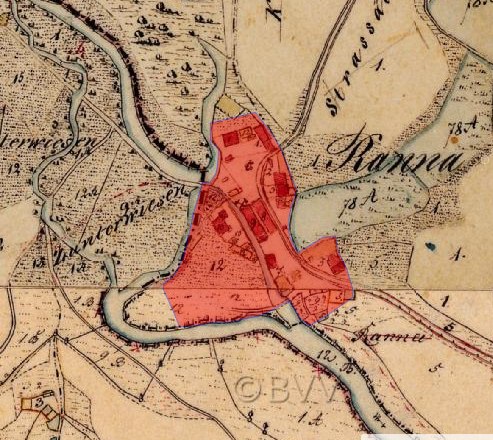
Hammer Ranna auf dem Urkataster von Bayern

Der Hammersitz Ranna bzw. das Hammerschloss Ranna befand sich in dem Ortsteil Ranna der Stadt Auerbach in der Oberpfalz im Landkreis Amberg-Sulzbach in Bayern. Der Hammer wurde vom Wasser der Pegnitz angetrieben. Im BayernAtlas wird der ehemalige Hammer in der Bayerischen Denkmalliste unter der Denkmalnummer D-3-6335-0048 geführt und es werden hier „untertägige Befunde des abgegangenen spätmittelalterlichen und frühneuzeitlichen Eisenhammers Ranna mit zugehörigem Adelssitz“ festgestellt.

## Geschichte

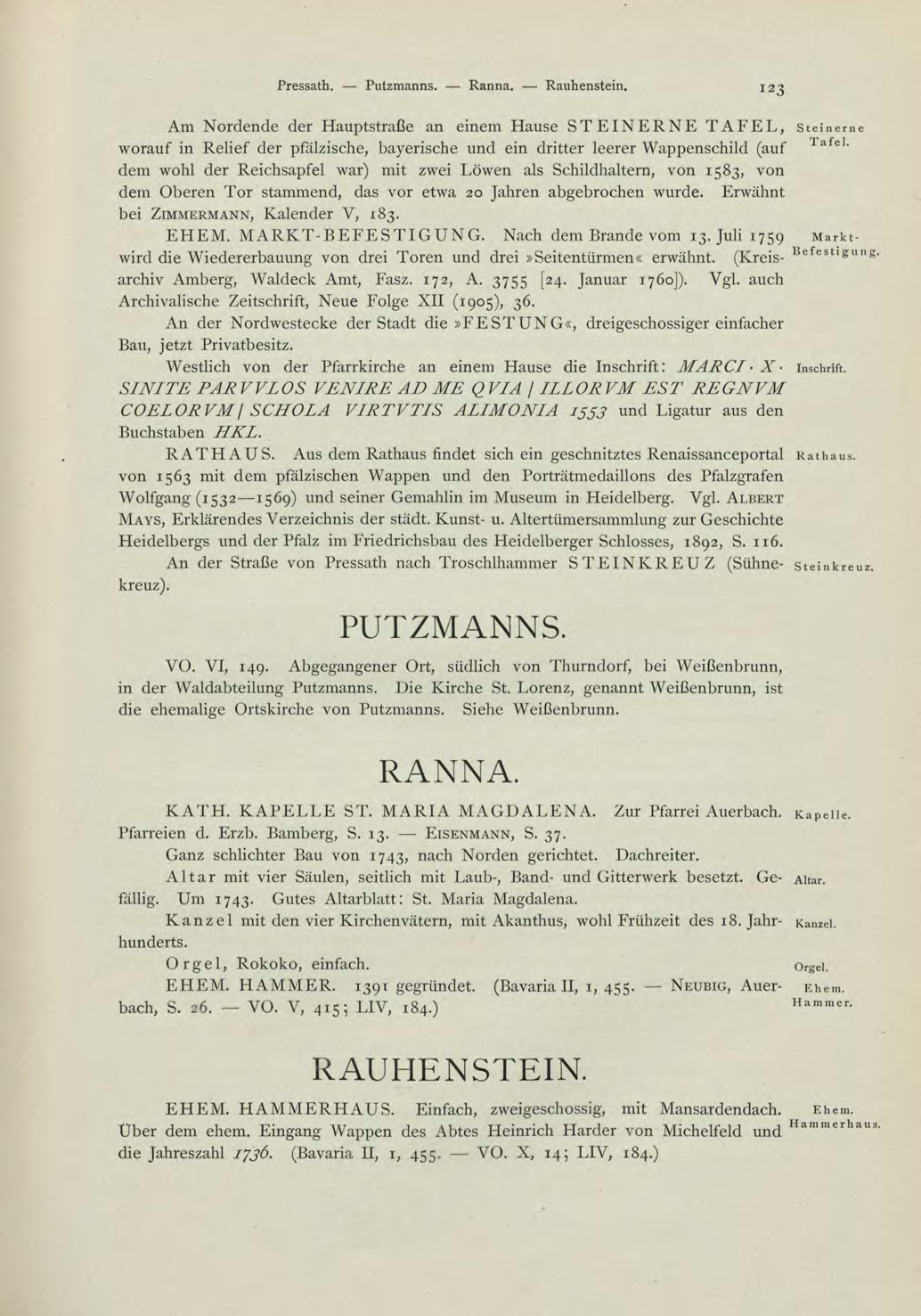
Ranna auf den Kunstdenkmäler des Königreichs Bayern

Der ehemalige Hammer wurde am 16. Oktober 1391  mit Erlaubnis des Königs Wenzel von Böhmen bzw. seines Hauptmanns für seine Herrschaft in Bayern, Worsiboy von Swynars,  gegründet. Dabei erhielt der Auerbacher Bürger „Hartman dem Fugler und Margarethen seiner Wirtin, in dem walde gelegen an der Pegnitz und genant zu der Rann“ die Erlaubnis, eine Hammerstatt zu bauen. Der Nachfolger Wenzels als deutscher König, Ruprecht von der Pfalz, bestätigte 1401 alle Privilegien des Hammers Ranna (unentgeltliche Entnahme allen Bau- und Brennholzes aus dem Krottenseer Forst sowie umfangreiche Rodungen), der dafür jährlich 10 fl an das königliche Kastenamt Auerbach entrichten musste. 
1402 erhielt der Auerbacher Bürger Peter Peßler (auch Pestler) von Hartmann Fugler das Hammerwerk. Im gleichen Jahr erteilte ihm König Ruprecht einen entsprechenden Hammerbrief. 1410 stellte Pfalzgraf Johann diesem Peter Peßler einen Schuldbrief über 100 fl aus, die dieser dem  Herzog geliehen hatte und wofür er und seine Erben im herrschaftlichen Wald Kohlen brennen durften. 1427 gewährte Pfalzgraf Johann dem Peter Peßler und seinen Nachkommen auf dem Hammer sogar die Edelmannsfreiheit und zugleich erlaubte er die Errichtung einer Schenke. Im gleichen Jahr stiftet Peßler ein Messbenefizium in der Pfarrkirche Auerbach, die sogenannte Pestlermesse.
1488 wird der Hammer Ranna in der Oberpfälzer Hammereinigung als Schienhammer eingetragen. Um 1500 scheint der Hammer Ranna abgebrannt zu sein. Er gehörte damals immer noch der Familie Peßler (auch Pestler oder Bestler). Dazu heißt es: „Heintz Bestler, seine Ehefrau Margreth und der Sohn Wolf Bestler nehmen in ihrer Streitsache mit Hans Lewpolt zu Peteraw und Hans Meyler zu Getzelßberg, Untertanen des Deutschen Hauses zu Nürnberg, die sie in Verdacht hatten, an der Niederbrennung ihres Hammers zu dem Rannen und verschiedener Güter ihrer Untertanen beteiligt gewesen zu sein, den Spruch des Nürnberger Rates an, wonach auf die gegenseitigen Ansprüche verzichtet wird und sie versprechen, den gefangen gesetzten Deutschordenshintersassen Diepolt Sibenkeß in der Aw zu Semelßdorff ohne Entschädigung auf Urfehde zu entlassen. Vertreter des Deutschen Hauses ist Wolfgang v. Eysenhoven, Statthalter der Ballei Franken und Komtur zu Ellingen. - Siegler: Heinz Bestler und Clement v. Wisentaw.“ 
1507 ging das Hammergut Ranna durch Verkauf an die adeligen Gebrüder Paul und Pankratz Stieber über, deren Stammsitz in Buttenheim lag. Auf dem Erbweg kam der Hammer 1513 an den  Bamberger Domdechanten Georg Stieber, der ihn zusammen mit den Kindern des Paul Stieber besaß. 
1530 erwarb die Stadt Auerbach von Hans Stieber das Hammergut Ranna um 3300 fl. Der heruntergewirtschaftete Hammer musste neu aufgebaut und eingerichtet werden, was der Stadtkasse weitere 2000 fl kostete. Das Hammerhaus muss damals ein imposanter und mit Mauer und Turm bewehrter Bau gewesen sein. Als Verwalter der städtischen Hämmer Ranna und Steinamwasser tritt 1572 der Bürgermeister Balthasar Weißmann auf. Bis 1628 waren es die Bürgermeister Sebastian Held, Erasmus Kotz, Paulus Schreiber und Georg Niller; ihre Wappenbilder sind an der Decke der Friedhofskirche St. Helena in Auerbach zu sehen. Um 1618 gehörten zum Hammer 54 Tagwerk Wiesen und 28 Weiher unterschiedlicher Ausdehnung; der größte Weiher umfasste 16 Tagwerk. In dieser Zeit tauchen erstmals auch eine Mühle und eine Schneidsäge in Ranna auf, auch scheint die Ansiedlung zumindest teilweise eingefriedet gewesen zu sein, denn in einer Waldrechnung von 1619 über die kostenlose Abgabe von Holz an die Bewohner heißt es: „Nach Ranna innerhalb der Mauern wurde 1619 Holz abgegeben.“ Im Dreißigjährigen Krieg ist auch Ranna durch die Truppendurchzüge und die damit verbundenen Plünderungen zu Schaden gekommen. 1650 leitet der Auerbacher Magistrat folgende Schadens- und Zustandsbericht an die Regierung nach Amberg: „Auf dem Hammer Ranna sind im Kriegswesen die 2 Bauernhäuser, die Stallungen, eine Schmiede, die Hütten und der Wasserbau gänzlich zu Grund gegangen. Die anderen Gebäude des Hammers Ranna sind auch ruiniert, weil alle Fenster und Öfen ausgebrochen wurden, das Eisenwerk und selbst die Glocken hinweggenommen worden sind. Am Feldbau allein hat man 3000 fl Schaden gelitten, weil die Felder seit 22 Jahren fast nimmer bebaut wurden. Der Schaden vom Hammerwerk, weil es 12 Jahr ganz öd gestanden ist und die übrige Zeit nur schlecht betrieben werden konnte, beträgt mindestens in den 22 Jahren die Summe von 13.200 fl. Das Fischwasser der Pegnitz und besonders das Forellenwasser ist öfters gänzlich ausgeraubt worden.“ 1661 wurde das Hammerwerk in Ranna wieder repariert und ein neuer Hammer mit eigenem neuen Zulauf errichtet. Neben der Eisenproduktion und dem Handel mit Eisen war für die Stadt Auerbach auch die hiesige Fischwirtschaft sehr ertragreich. Aus einem Bericht des Johann German Barbing an den Kurfürst Ferdinand Maria vom 16. Januar 1666 heißt es: „Ranna: Ein wohlgangbarer Schinhammer und treffliches Kammergut der Stadt Aurbach; das bedürftige ‚Arzt‘ (Erz) wird im Nürnberg'schen zu Pezenstein und im Sulzbach'schen Gebiet genommen.“
Von 1805 bis 1829 hatte der Rittergutsbesitzer Jakob von Sonnenburg (Besitzer von Schloss Kirchenreinbach und 1818–1824 Bürgermeister in Auerbach) das Hammerwerk Ranna von der Stadt gepachtet. Er zahlte jährlich 330 fl Pacht. Damals wurden das Hammerhaus und die Taglöhnerhäuser neu errichtet. 1807 verkaufte die Stadt auf Anordnung der Regierung das Mühlanwesen nebst Schneidsäge, Feldern, Wiesen und Forstrecht an den bisherigen Pächter Georg Bauer, der bei der Versteigerung mit 4137 fl der Meistbietende war.
1824–1850 war Karl Bauer, ein Sohn des Vorbesitzers, Eigentümer der Mühle. Er hatte 1829–1850 auch das Hammerwerk gepachtet und brachte es zu einem bedeutenden Vermögen. Bei seinem Tode 1850 bestimmte er testamentarisch mit der Summe von 16.000 fl die Errichtung einer Aussteuerstiftung von 200 fl für jedes Kind, das ehelich in Ranna geboren wird, 20 Jahre alt geworden ist und sich verheiratet hat. 
Nach dem Tode von Karl Bauer kaufte die  Stadt Auerbach 1850 das Mühlanwesen in Ranna um 6500 fl wieder zurück und verpachtete es an den Müller Johann Siegert von Metzenhof. Da durch den großen Holzverbrauch der Hammer nicht mehr rentabel betrieben werden konnte, verkaufte Auerbach schließlich 1859/60 die Hämmer Ranna und Fischstein an den Staat. Bürgermeister Leonhard Neumüller nahm am 21. Juni 1860 in Regensburg dafür 80.750 fl in Silber bar entgegen und transportierte das Geld in einer Holzkiste auf einem einfachen Leiterwagen nach Auerbach. 1862 wurde das Hammerhaus abgebrochen und in den folgenden Jahren wurden auch die meisten der Hammergebäude abgebrochen. Der Müller Georg Michl Rauh von Zogenreuth erwarb 1865 den Rest des Gutes und betrieb die Mühle weiter, die in den Folgejahren häufig von Bränden heimgesucht wurde.